# Sílvio de Campos
Sylvio de Campos (Amparo, 11 de janeiro de 1884—25 de abril de 1962) foi um  político  brasileiro. Exerceu o mandato de deputado federal constituinte por São Paulo em 1946.
O pai de Sylvio de Campos, Bernardino José de Campos Júnior, foi presidente do estado de São Paulo de 1902 a 1904 e seu irmão, Carlos de Campos, ocupou o mesmo cargo de 1924 a 1927.

## Biografia
Sílvo iniciou os estudos fundamentais na Escola Americana e terminou no Ginásio do Estado de São Paulo, na capital paulista. Começou os estudos superiores na Escola Naval, que abandonou para ingressar na Escola Politécnica, onde permaneceu um ano. Em 1903, formou-se na Faculdade de Direito de São Paulo. Trabalhou como solicitador enquanto estuvada e, depois de formado, passou a exercer a advocacia. Interrompeu suas atividades como advogado para ocupar os cargos de promotor público e de curador fiscal das massas falidas, ambos na capital do estado. Retornou depois à banca de advogado.
Foi eleito deputado federal por São Paulo filiado ao Partido Republicano Paulista (PRP) em fevereiro de 1924. Em sua candidatura à reeleição em 1927, obteve a maior votação até então alcançada para o cargo. Em fevereiro de 1930, liderou o grupo de políticos situacionistas de seu estado que planejou o empastelamento do Diário Nacional, órgão do Partido Democrático (PD) de São Paulo, que apoiava o candidato oposicionista da Aliança Liberal, Getúlio Vargas, à sucessão do presidente Washington Luís. O objetivo, todavia, não foi alcançado, pois os jornalistas e funcionários do jornal organizaram a tempo a defesa do prédio. Mais uma vez reeleito em março de 1930, teve o mandato interrompido em outubro, quando o Congresso Nacional foi fechado em decorrência da Revolução de 1930.
Sílvio foi conhecido por sua oposição ao governo provisório chefiado por Getúlio Vargas e à intervenção dos “tenentes” na política paulista. Em fevereiro de 1932, assinou o manifesto da Frente Única Paulista, que selou a unidade entre seu partido (PRP) e o PD na luta pela convocação de uma assembleia nacional constituinte. Nos próximos meses, participou ativamente da conspiração articulada em São Paulo para a derrubada do governo provisório. Foi um dos fundadores do principal grupo paramilitar constitucionalista, mais tarde denominado MMDC, das iniciais de quatro estudantes mortos pela polícia num choque de rua na cidade de São Paulo. Sílvio faleceu em 25 de abril de 1962, deixando sua mulher, Maria Susana Dias de Toledo, e quatro filhos.